# Prosceni

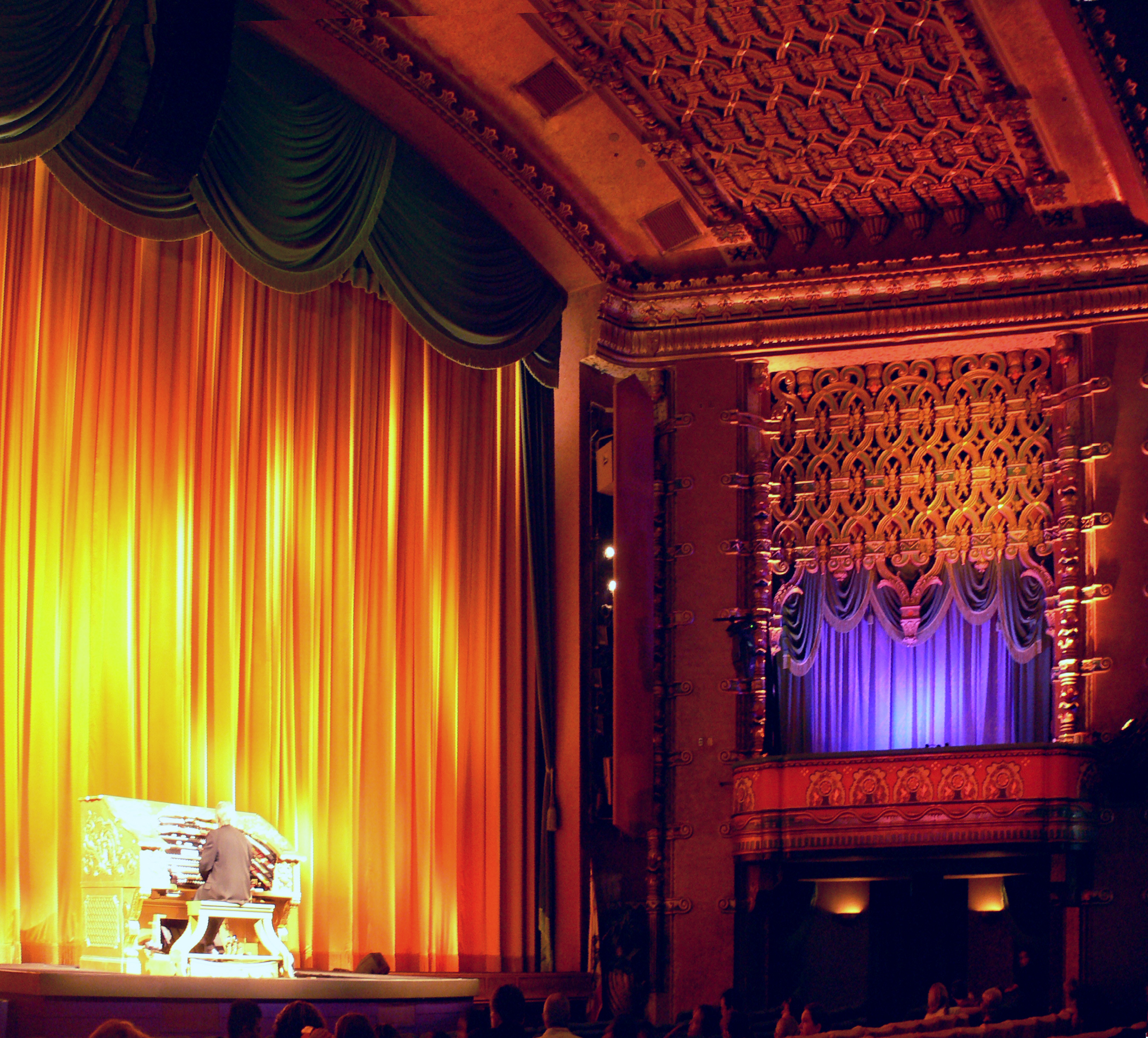
Actuació al prosceni d'un teatre i, amb una cortina blava, llotja de prosceni

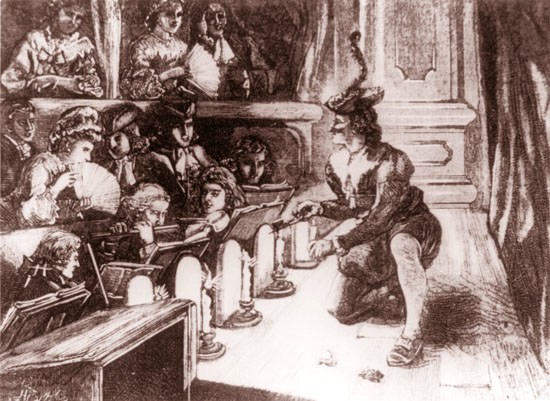
Encenent la bateria de llums de prosceni, durant molt de temps van ser espelmes (en castellà, candilejas)

El prosceni o corbata d'un escenari en un teatre és la part més pròxima al pati de butaques, a primer terme. En un teatre a la italiana, és la part que queda fora del teló abaixat, on se situaven els llums de prosceni. Al teatre naturalista, el prosceni es considerava la quarta paret imaginària que tancava la caixa de l'escenari i separava l'acció del públic.
El prosceni és propi de l'escena tancada, frontal o a la italiana. Aquesta té una part rectangular, que queda darrere del teló de boca (frontal), quan aquest baixa, i la seva continuació (el fòrum i els carrers entre telons laterals), que queda a la vista del públic encara que el teló estigui baixat, i que sol tenir la vorera lleugerament còncava. Antigament, al terra del prosceni hi havia les llums de prosceni o bateria. Just a tocar amb el prosceni, entre aquest i el públic, se situa l'orquestra. A banda i banda del forat de l'orquestra, pot haver-hi llotges, que es diuen de prosceni.
Els teatres grecs en una primera època eren provisionals, de fusta i planta en forma de trapezi. A partir del segle iv aC són de pedra i planta circular o semicircular, constant de tres parts: l'escena, on aleshores només hi ha els elements escenogràfics; a continuació el prosceni, que és la part més gran i on actuen els actors, que reciten; l'orquestra, que és la part circular i on se situa el cor, que és un grup d'intèrprets que canta i balla; i el teatre, que són les grades disposades semicircularment on seuen els espectadors. Alguns investigadors postulen que al començament no hi havia prosceni i tots els intèrprets es trobaven a l'orquestra, que era l'espai de recitació, el cor era un grup de persones que actuava com un sol personatge i la seva acció estava lligada a la de l'actor. Als teatres romans, el prosceni passa a tenir sostre.